# Allegheny Mountains
Die Allegheny Mountains bilden einen Teil der Appalachen.
Als Allegheny Mountains bezeichnete man früher das gesamte Gebiet der Appalachen. Der Name Alleghany, den die englischen Siedler aus dem Norden dem Gebirge gaben, stammt von den Indianern und bedeutet vermutlich „endlos“. Es ist mit dieser Bedeutung gelegentlich noch in älterer Reiseliteratur oder in Abenteuerromanen zu finden, die Nordamerika als Handlungsort haben. 
Die Gebirgskette erstreckt sich südsüdwestlich mehr als 800 km vom Norden Pennsylvanias bis zum Südwesten Virginias.  Die höchsten Berge in Pennsylvania sind der Mount Davis (979 m)  und der Spruce Knob (1,482 m) in West Virginia. Sie bestehen aus nahezu parallelen Nordost- bzw. Südwest-Kämmen, die durch vom nördlichen Arm des Potomac bzw. New River geschnittenen Schluchten entstanden sind. Als Teil der Monongahela-, George Washington- und Jefferson-National Forests sind sie für ihre Naturschönheit bekannt. Einst bildeten sie die natürliche Grenze zu den westlichen Gebieten – heute werden sie von Eisenbahnen und Autostraßen durchquert. 
Bis zur Unabhängigkeitserklärung der USA im Jahre 1776 bildeten die Allegheny Mountains eine natürliche Grenze bei der Westexpansion.

## Das Allegheny-Plateau
Das Allegheny-Plateau, auch Alleghenies genannt, bildet den westlichen Teil der Appalachen und erstreckt sich südwestlich von dem Tal des Mohawk River im Staat New York bis zum Cumberland-Plateau im südlichen West Virginia. Die Hochebene wurde durch Ströme unterteilt und bildete die Catskill Mountains, die Alleghenys und andere Gebirgsketten. Die Flüsse Allegheny, Delaware, und Susquehanna durchfließen den nördlichen Teil des Plateaus, während der Ohio River den südlichen Abschnitt durchfließt. Das Plateau ist hauptsächlich mit Wäldern aus Hartholz bewachsen.
Mit der Entdeckung der Kohle begannen die Siedler einzuströmen. Das führte zu einem frühen Erwachen aus der Isolierung in diesem Teil der Appalachen. Die regionale Wirtschaft ist stark abhängig von Kohleabbau, Erdgas und der petrochemischen Industrie.

## Quelle
- Allegheny Mountains in Encyclopedia Britannica
- Allegheny Plateau in Encyclopedia Britannica